# WHA Amateur Draft 1975
Der WHA Amateur Draft 1975 war die dritte jährliche Talentziehung der professionellen Eishockeyliga World Hockey Association und fand im Frühsommer 1975 statt. Im Rahmen des Drafts wurden in 14 Runden insgesamt 175 Spieler durch die 15 Franchises der Liga ausgewählt.
Mit dem ersten Wahlrecht zogen die Cincinnati Stingers den linken Flügelstürmer Claude Larose von den Castors de Sherbrooke aus der Ligue de hockey junior majeur du Québec.

## Draftergebnis
| Pick      | Spieler                 | Land               | WHA-Team                  | College-/ Junioren-/ Profi-Team    |
| 1. Runde  | 1. Runde                | 1. Runde           | 1. Runde                  | 1. Runde                           |
| --------- | ----------------------- | ------------------ | ------------------------- | ---------------------------------- |
| 1.        | Claude Larose (LW)      | Kanada             | Cincinnati Stingers       | Castors de Sherbrooke (QMJHL)      |
| 2.        | Bryan Maxwell (D)       | Kanada             | Indianapolis Racers       | Medicine Hat Tigers (WCHL)         |
| 3.        | Don Ashby (C)           | Kanada             | Baltimore Blades          | Calgary Centennials (WCHL)         |
| 4.        | Mel Bridgman (C)        | Kanada             | Denver Spurs              | Victoria Cougars (WCHL)            |
| 5.        | Ralph Klassen (C)       | Kanada             | Cleveland Crusaders       | Saskatoon Blades (WCHL)            |
| 6.        | Barry Dean (LW)         | Kanada             | Edmonton Oilers           | Medicine Hat Tigers (WCHL)         |
| 11.       | Rick Lapointe (D)       | Kanada             | Toronto Toros             | Victoria Cougars (WCHL)            |
| 12.       | Jamie Masters (D)       | Kanada             | San Diego Mariners        | Ottawa 67’s (OMJHL)                |
| 15.       | Richard Mulhern (D)     | Kanada             | Houston Aeros             | Castors de Sherbrooke (QMJHL)      |
| 2. Runde  |                         |                    |                           |                                    |
| 16.       | Bob Sauvé (G)           | Kanada             | Cincinnati Stingers       | National de Laval (QMJHL)          |
| 17.       | Don Cairns (LW)         | Kanada             | Baltimore Blades          | Victoria Cougars (WCHL)            |
| 25.       | Kim Clackson (D)        | Kanada             | Minnesota Fighting Saints | Victoria Cougars (WCHL)            |
| 27.       | Rick Adduono (C)        | Kanada             | San Diego Mariners        | St. Catharines Black Hawks (OMJHL) |
| 29.       | Doug Halward (D)        | Kanada             | Nordiques de Québec       | Peterborough Petes (OMJHL)         |
| 30.       | Doug Jarvis (C)         | Kanada             | Houston Aeros             | Peterborough Petes (OMJHL)         |
| 3. Runde  |                         |                    |                           |                                    |
| 36.       | Barry Smith (C)         | Kanada             | Edmonton Oilers           | New Westminster Bruins (WCHL)      |
| 38.       | Glen Richardson (LW)    | Kanada             | Winnipeg Jets             | Hamilton Fincups (OMJHL)           |
| 43.       | Matti Hagman (F)        | Finnland           | New England Whalers       | Helsingfors IFK (SM-sarja)         |
| 4. Runde  |                         |                    |                           |                                    |
| 50.       | Peter Scamurra (D)      | Vereinigte Staaten | Cleveland Crusaders       | Peterborough Petes (OMJHL)         |
| 59.       | Ted Bulley (LW)         | Kanada             | Nordiques de Québec       | Festivals de Hull (QMJHL)          |
| 60.       | Dave Salvian (RW)       | Kanada             | Houston Aeros             | St. Catharines Black Hawks (OMJHL) |
| 5. Runde  |                         |                    |                           |                                    |
| 65.       | Dennis Maruk (LW)       | Kanada             | Cleveland Crusaders       | London Knights (OMJHL)             |
| 7. Runde  |                         |                    |                           |                                    |
| 94.       | Greg Smith (D)          | Kanada             | Calgary Cowboys           | Colorado College (NCAA)            |
| 8. Runde  |                         |                    |                           |                                    |
| 103.      | Stan Jonathan (LW)      | Kanada             | Indianapolis Racers       | Peterborough Petes (OMJHL)         |
| 113.      | Dave Taylor (RW)        | Kanada             | Houston Aeros             | Clarkson University (NCAA)         |
| 9. Runde  |                         |                    |                           |                                    |
| 116.      | Viktors Hatuļevs (LW/D) | Sowjetunion 1955   | Cleveland Crusaders       | Dinamo Riga (Wysschaja Liga)       |
| 122.      | Alex Forsyth (C)        | Kanada             | San Diego Mariners        | Kingston Canadians (OMJHL)         |
| 10. Runde |                         |                    |                           |                                    |
| 127.      | Kari Makkonen (F)       | Finnland           | Indianapolis Racers       | Porin Ässät (SM-sarja)             |
| 135.      | Don Edwards (G)         | Kanada             | San Diego Mariners        | Kitchener Rangers (OMJHL)          |
| 13. Runde |                         |                    |                           |                                    |
| 162.      | Paul Evans (RW)         | Kanada             | Indianapolis Racers       | Peterborough Petes (OMJHL)         |
| 166.      | Bengt Lundholm (LW)     | Schweden           | Winnipeg Jets             | Leksands IF (Division 1)           |